# Гавирия, Эрнан
Эрна́н Гави́рия Карваха́ль (исп. Hernán Gaviria Carvajal; 27 ноября 1969, Карепа, департамент Антьокия — 24 октября 2002, Кали) — колумбийский футболист, полузащитник, участник Олимпийских игр 1992 года в Барселоне и чемпионата мира 1994 года в США в составе сборной Колумбии. Погиб во время тренировки в результате попадания молнии.

## Биография
Эрнан Гавирия дебютировал в «Атлетико Насьонале» в 1990 году, когда команды была сильнейшей в Южной Америке, поскольку в 1989 году «зелёные» впервые в истории колумбийского футбола завоевали Кубок Либертадорес. Выступал за эту команду до 1997 года, и за этот период дважды выиграл чемпионат Колумбии. В 1998 году перешёл в «Депортиво Кали», с которым выиграл третий чемпионат, а также дошёл до финала первого розыгрыша Кубка Мерконорте. Возвращение в 1999 году в «Атлетико Насьональ» получилось неудачным, и в 2000 году Гавирия вновь играл за «Депортиво Кали». В 2001 году уехал играть в Японию, но вскоре вернулся на родину — сначала в «Атлетико Букарамангу», а затем — вновь в «Депортиво Кали».
За сборную Колумбии Эрнан Гавирия сыграл 40 матчей, забил пять голов. Дважды завоёвывал бронзовые медали на Кубках Америки (в 1993 и 1995 годах).
24 октября 2002 года во время предматчевой тренировки в Кали в Эрнана Гавирия попала молния, и он скончался на месте. Во время этой грозы получил смертельный удар и товарищ Гавирии по команде, Джованни Кордова (умер на третий день).
Похоронен на одном из кладбищ Медельина.

## Титулы и достижения
- Чемпион Колумбии (3): 1991, 1994, 1998
- Вице-чемпион Колумбии (1): 1992
- Обладатель Межамериканского кубка (1): 1995[3]
- Финалист Кубка Мерконорте (1): 1998
- Бронзовый призёр Кубка Америки (2): 1993, 1995